# Posizione del 69

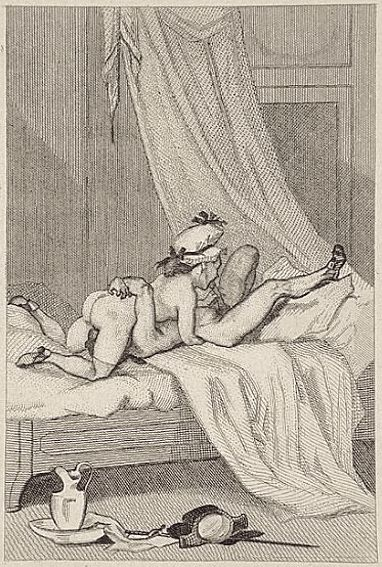
Illustrazione di Félicien Rops

La posizione del 69, conosciuta anche attraverso il termine francese soixante-neuf o con il termine inglese sixty-nine, è una posizione sessuale che permette di praticare il sesso orale stimolando i genitali di entrambi i partner contemporaneamente, grazie alla fellatio ed il cunnilingus reciproci. I due partner assumono una posizione che richiama la forma del numero 69, da cui deriva appunto il nome.

## Tecnica
Solitamente entrambi gli individui stanno sdraiati, l'uno sopra all'altro, posizionandosi ciascuno col viso presso i genitali dell'altro. In tal modo, i genitali di entrambi possono essere stimolati oralmente nello stesso momento; inoltre, la posizione permette di stimolare i genitali nel verso opposto rispetto alle posizioni tipiche del sesso orale. Per amplificare il piacere, i due partner, in particolare quello che si trova sotto, possono anche baciare, leccare o penetrare con le dita l'ano dell'altro.
La posizione più comune tra individui di sesso diverso prevede il partner di sesso femminile disteso sopra a quello di sesso maschile; la variante del 69 rovesciato prevede lo scambio dei ruoli. La posizione è più difficoltosa per i partner di altezza molto differente: in questo caso, di norma, il partner più alto si dispone sotto, in modo da favorire il partner fisicamente più minuto, consentendogli un movimento più agevole.
In caso di partner sufficientemente atletici è possibile adoperare questa tecnica in posizione eretta.
La posizione del 69 è conosciuta nel Kāma Sūtra come "Congresso del corvo", per il fatto che «ciascuno dei due partner riceve con essa qualcosa di impuro nella bocca».